# Strabomantis ruizi
Strabomantis ruizi är en groddjursart som först beskrevs av Lynch 1981.  Strabomantis ruizi ingår i släktet Strabomantis och familjen Strabomantidae. IUCN kategoriserar arten globalt som starkt hotad. Inga underarter finns listade i Catalogue of Life.